# Miño de San Esteban
Miño de San Esteban est une ville d'Espagne, dans la communauté autonome de Castille-et-León. Cette localité est également vinicole, et fait partie de l’AOC Ribera del Duero.
Miño de San Esteban compte 72 habitants (2010).